# Ponte Baodai
Il ponte Baodai (寶帶橋T, 宝带桥S, Bǎo dài qiáoP), chiamato anche ponte della cintura preziosa, è un ponte ad arco in pietra situato nei pressi di Suzhou, provincia di Jiangsu in Cina. Si trova all'intersezione del Gran Canale con il lago Tantai, a circa 2.5 km. a sud-est di Suzhou.

## Storia
La prima costruzione del ponte risale all'anno 816, a metà della dinastia Tang. Secondo fonti scritte, il ponte deriva il suo nome dal locale prefetto dell'epoca, Wang Zhongshu, che con un atto altruista vendette la sua preziosa cintura per finanziare la sua costruzione. Da allora è stato ricostruito numerose volte. L'attuale struttura risale alla dinastia Ming e fu realizzata nel 1446, durante il regno dell'imperatore Zhengtong.
Sir John Barrow, che faceva parte della ambasciata britannica di Macartney in Cina del 1793, visitò il ponte durante la missione diplomatica. Ne descrisse con precisione la lunghezza e il fatto che gli archi centrali erano di larghezza e altezza maggiori rispetto agli altri.
Nel 2001 il ponte è stato incluso nella lista dei monumenti nazionali cinesi (risoluzione 5-285).

## Dimensioni
Il ponte è lungo 317 e largo 4,1 metri, ed costituito da 53 archi. I tre archi centrali sono più larghi e più alti per consentire il passaggio delle navi fluviali più grandi senza la necessità di ammainare la vela. La luce media di ciascun arco è di 4,6 metri.